# Kürtün
Kürtün ist eine Stadt in der nordosttürkischen Provinz Gümüşhane und zugleich Verwaltungszentrum des gleichnamigen Landkreises in der Provinz Giresun. Der frühere Name Uluköy wurde 1990 geändert. Die Stadt liegt ca. 69 km (58 Straßenkilometer) nordwestlich der Provinzhauptstadt Gümüşhane. Geografisch liegt Kürtün südwestlich des Berges Zigana, umringt vom Pontischen Gebirge im Tal des Flusses Harşit Çayı.
Der Landkreis wurde 1990 aus dem nordwestlichen Teil des Landkreises Torul gebildet (Gesetz Nr. 3644). Bis dahin war es ein Bucak in diesem Landkreis und hatte zur letzten Volkszählung vor der Gebietsänderung (1985) einen Einwohnerstand von 15.850, wovon auf den Bucak-Hauptort (Bucak Merkezi), die Gemeinde Çayra, entfielen. Der Kreis grenzt im Südosten an den Kreis Torul und hat im Südwesten und Südosten die Provinz Gİresun als Nachbar (vier Kreise) sowie im Nordosten die Provinz Trabzon (zwei Kreise).
Wirtschaftlich gehört der Kreis zu den strukturschwächsten Regionen der Türkei, die vornehmlich von der Landwirtschaft geprägt sind. Als Folge dessen ist eine steigende Abwanderung in die großen Städte im Westen der Türkei zu verzeichnen.
Ende 2018 zählte der Kreis neben der Kreisstadt (41 % der Kreisbevölkerung) mit Özkürtün (2.344 Einw.) aus einer weiteren Gemeinde sowie aus 34 Dörfern (Köy) mit durchschnittlich 152 Bewohnern. Üçtaş ist das größte Dorf (861 Einw.).